# 山岸明生
山岸 明生（やまぎし あきお、1995年1月1日 - ）は、東京都出身のアメリカンフットボール選手。Xリーグの富士通フロンティアーズに所属しつつ、カナディアン・フットボール・リーグ（CFL）のモントリオール・アルエッツに所属している。ポジションはラインバッカー（LB）。

## 経歴
中央大学附属高等学校時代にアメリカンフットボールを始め、高校3年時にチームは全国ベスト4を記録した。関西学院大学進学後、2013年、2014年、2016年と大学日本一を3度経験し、主将も経験した4年次の2016年は、年間最優秀選手賞に選ばれた。大学卒業後は富士通に入社し、富士通フロンティアーズに所属する。入団後から3年連続でライスボウル（日本選手権）を制覇し、2020年は副将を務めた。
2021年4月15日、2021CFLグローバルドラフトにてCFLのモントリオール・アルエッツから2巡13位で指名を受け、入団。10月22日、トロント・アルゴノーツ戦にキッキングチームで出場し、丸尾玲寿里、山﨑丈路、李卓に続き、4人目となるCFL出場日本人選手となった。